# Марсело Салаєта
Марсело Салаєта (ісп. Marcelo Zalayeta, нар. 5 грудня 1978, Монтевідео) — уругвайський футболіст, нападник клубу «Пеньяроль».
Виступав, зокрема, за «Ювентус», з яким став триразовим чемпіоном Італії і дворазовим володарем Суперкубка Італії та «Пеньяроль», з яким двічі вигравав чемпіонат Уругваю. Також грав за національну збірну Уругваю, з якою став віце-чемпіоном Америки.

## Клубна кар'єра
Народився 5 грудня 1978 року в місті Монтевідео. Вихованець футбольної школи клубу «Данубіо». Дорослу футбольну кар'єру розпочав 1995 року в основній команді того ж клубу. У своєму дебютному сезоні в чемпіонаті Уругваю 18-річний Салаєта забив 12 м'ячів у 32 матчах. Показавши відмінний результат Марсело у 1997 році перебрався в «Пеньяроль». У «Пеньяролі» молодий нападник також відмінно проявив себе, забивши 13 м'ячів у 32 матчах, а також завоювавши чемпіонський титул, вигравши Лігілью.
Ще в 1997 році Салаєтою зацікавилися селекціонери італійського «Ювентуса». У січні 1998 роуц Марсело підписав контракт з «Ювентусом». Ставши гравцем туринського клубу Марсело рідко потрапляв до основного складу, в чемпіонаті Італії сезону 1997/98 Салаєта зіграв лише п'ять матчів і забив один гол, Марсело також провів два матчі у кубку Італії. Незважаючи на малу кількість зіграних матчів, Марсело став чемпіоном Італії сезону 1997/98.

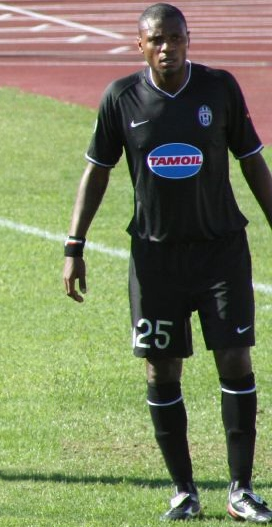
Марсело Салаєта під час виступів за «Ювентус». 9 вересня 2006 року.

У жовтні 1998 року Марсело був відданий в оренду в «Емполі». За «Емполі» у чемпіонаті Італії сезону 1998/99 Салаєта провів 17 матчів і відзначився двома забитими м'ячами, проте команда зайняла останнє 18 місце і вилетівла з Серії А. Після закінчення оренди в червні 1999 року, Марсело знову був відданий в оренду, цього разу до іспанської «Севільї». За два сезони, виступаючи спочатку в Ла лізі , а потім і у Сегунді, Салаєта зіграв за «Севілью» 50 матчів і забив 10 м'ячів.
Повернувшись з оренди в «Ювентус», Марсело зрідка виходив в основному складі, зігравши за наступні два з половиною сезони в чемпіонаті 35 матчів і забив 4 м'ячі. У січні 2004 року Марсело на правах оренди перейшов в «Перуджу», але і там не отримував достатнього ігрового часу, відігравши всього п'ять матчів.
в сезоні 2004/05 років був виходив стабільно і Серії А (28 виступів) і забив 6 голів. У наступному чемпіонському сезоні 2005/06 років він виходив на поле рідше. Після скандалу Кальчополі і відправлення «Ювентуса» до Серії Б, Салаєта залишався в Турині і в сезоні 2006/07 років допоміг команді виграти другий дивізіон і повернутись в еліту.
Влітку 2007 року перейшов в «Наполі», за який відіграв два сезони, після чого влітку 2009 року був відданий в оренду «Болоньї», де провів наступний сезон.
25 серпня 2010 року гравець підписав дворічний контракт з турецьким клубом «Кайсеріспор». Проте вже 25 березня 2011 року нападник розірвав контракт з клубом за взаємною згодою.
7 травня 2011 року футболіст досяг усної домовленості про повернення до «Пеньяроль». 6 липня 2011 року Салаєта підписав контракт з «Пеньяролем» строком до 30 червня 2012 року. За підсумками сезону 2012/13 клуб став чемпіоном Уругваю, а Салаєта був визнаний гравцем року.

## Виступи за збірні
1997 року залучався до складу молодіжної збірної Уругваю, разлм з якою брав участь у молодіжному чемпіонаті світу 1997 року в Малайзії, забивши 4 голи протягом усього турніру, а його команда вийшла у фінал, де поступилася одноліткам з Аргентини.
1997 року дебютував в офіційних матчах у складі національної збірної Уругваю. Того ж року у складі збірної був учасником розіграшу Кубка конфедерацій у Саудівській Аравії, на якому забив один гол, а його збірна стала півфіналістом турніру.
Через два роки у складі збірної був учасником розіграшу Кубка Америки 1999 року у Парагваї, де разом з командою здобув «срібло».
Всього протягом кар'єри у національній команді, яка тривала 9 років, провів у формі головної команди країни 32 матчі, забивши 10 голів.

## Статистика виступів

### Статистика клубних виступів
| Сезон                 | Команда               | Чемпіонат             | Чемпіонат | Чемпіонат | Національний кубок | Національний кубок | Національний кубок | Континентальні кубки | Континентальні кубки | Континентальні кубки | Інші змагання | Інші змагання | Інші змагання | Усього | Усього |
| Сезон                 | Команда               | Ліга                  | Ігор      | Голів     | Ліга               | Ігор               | Голів              | Ліга                 | Ігор                 | Голів                | Ліга          | Ігор          | Голів         | Ігор   | Голів  |
| --------------------- | --------------------- | --------------------- | --------- | --------- | ------------------ | ------------------ | ------------------ | -------------------- | -------------------- | -------------------- | ------------- | ------------- | ------------- | ------ | ------ |
| 1996                  | «Данубіо»             | ПД                    | 32        | 12        | —                  | —                  | —                  | —                    | —                    | —                    | —             | —             | —             | 32     | 12     |
| 1997                  | «Пеньяроль»           | ПД                    | 32        | 13        | —                  | —                  | —                  | —                    | —                    | —                    | —             | —             | —             | 32     | 13     |
| 1997-98               | «Ювентус»             | A                     | 5         | 1         | КІ                 | 2                  | 0                  | —                    | —                    | —                    | —             | —             | —             | 7      | 1      |
| 1998-99               | «Ювентус»             | A                     | 1         | 0         | КІ                 | 1                  | 2                  | ЛЧ                   | 1                    | 0                    | —             | —             | —             | 3      | 2      |
| 1998-99               | «Емполі»              | A                     | 17        | 2         | КІ                 | —                  | —                  | —                    | —                    | —                    | —             | —             | —             | 17     | 2      |
| 1999-00               | «Севілья»             | ПД                    | 28        | 5         | —                  | —                  | —                  | —                    | —                    | —                    | —             | —             | —             | 28     | 5      |
| 2000-01               | «Севілья»             | СД (ІІ)               | 22        | 5         | —                  | —                  | —                  | —                    | —                    | —                    | —             | —             | —             | 22     | 5      |
| Усього за «Севілью»   | Усього за «Севілью»   | Усього за «Севілью»   | 50        | 10        |                    | —                  | —                  |                      | —                    | —                    |               | —             | —             | 50     | 10     |
| 2001-02               | «Ювентус»             | A                     | 11        | 0         | КІ                 | 8                  | 5                  | ЛЧ                   | 4                    | 1                    | —             | —             | —             | 23     | 6      |
| 2002-03               | «Ювентус»             | A                     | 22        | 4         | КІ                 | 4                  | 2                  | ЛЧ                   | 9                    | 2                    | СІ            | 1             | 0             | 36     | 8      |
| 2003-04               | «Ювентус»             | A                     | 2         | 0         | КІ                 | 4                  | 2                  | ЛЧ                   | 3                    | 1                    | —             | —             | —             | 9      | 3      |
| 2003-04               | «Перуджа»             | A                     | 5         | 0         | —                  | —                  | —                  |                      | —                    | —                    | —             | —             | —             | 5      | 0      |
| 2004-05               | «Ювентус»             | A                     | 28        | 6         | КІ                 | 2                  | 1                  | ЛЧ                   | 8                    | 2                    | —             | —             | —             | 38     | 9      |
| 2005-06               | «Ювентус»             | A                     | 16        | 1         | КІ                 | 4                  | 0                  | ЛЧ                   | 6                    | 0                    | СІ            | 1             | 0             | 27     | 1      |
| 2006-07               | «Ювентус»             | B (ІІ)                | 16        | 4         | КІ                 | 1                  | 0                  | —                    | —                    | —                    | —             | —             | —             | 17     | 4      |
| Усього за «Ювентус»   | Усього за «Ювентус»   | Усього за «Ювентус»   | 101       | 16        |                    | 26                 | 12                 |                      | 31                   | 6                    |               | 2             | 0             | 160    | 34     |
| 2007-08               | «Наполі»              | A                     | 22        | 8         | КІ                 | 2                  | 0                  | —                    | —                    | —                    | —             | —             | —             | 24     | 8      |
| 2008-09               | «Наполі»              | A                     | 27        | 4         | КІ                 | 2                  | 0                  | КУЄФА                | 3                    | 0                    | —             | —             | —             | 32     | 4      |
| Усього за «Наполі»    | Усього за «Наполі»    | Усього за «Наполі»    | 49        | 12        |                    | 4                  | 0                  |                      | 3                    | 0                    |               | —             | —             | 56     | 12     |
| 2009-10               | «Болонья»             | A                     | 29        | 4         | КІ                 | —                  | —                  | —                    | —                    | —                    | —             | —             | —             | 29     | 4      |
| 2010-11               | «Кайсеріспор»         | СЛ                    | 14        | 7         | КТ                 | 1                  | 1                  | —                    | —                    | —                    | —             | —             | —             | 15     | 8      |
| 2011-12               | «Пеньяроль»           | ПД                    | 25        | 17        | —                  | —                  | —                  | КЛ                   | 6                    | 1                    | —             | —             | —             | 31     | 17     |
| 2012-13               | «Пеньяроль»           | ПД                    | 27        | 15        | —                  | —                  | —                  | КЛ                   | 6                    | 1                    | —             | —             | —             | 33     | 16     |
| 2013-14               | «Пеньяроль»           | ПД                    | 26        | 6         | —                  | —                  | —                  | КЛ + ПаК             | 4+2                  | 1+0                  | —             | —             | —             | 32     | 7      |
| 2014-15               | «Пеньяроль»           | ПД                    | 27        | 10        | —                  | —                  | —                  | ПаК                  | 6                    | 2                    | —             | —             | —             | 33     | 12     |
| Усього за «Пеньяроль» | Усього за «Пеньяроль» | Усього за «Пеньяроль» | 137       | 61        |                    | —                  | —                  |                      | 24                   | 5                    |               | —             | —             | 161    | 66     |
| Усього за кар'єру     | Усього за кар'єру     | Усього за кар'єру     | 466       | 137       |                    | 31                 | 13                 |                      | 58                   | 11                   |               | 2             | 0             | 557    | 161    |

### Виступи за збірну
| Збірна Уругваю | Збірна Уругваю | Збірна Уругваю |
| Роки           | Ігри           | Голи           |
| -------------- | -------------- | -------------- |
| 1997           | 4              | 1              |
| 1998           | 1              | 1              |
| 1999           | 10             | 4              |
| 2000           | 3              | 0              |
| 2001           | 3              | 1              |
| 2002           | 0              | 0              |
| 2003           | 1              | 0              |
| 2004           | 1              | 0              |
| 2005           | 9              | 3              |
| Загалом        | 32             | 10             |

## Титули і досягнення
- Чемпіон Уругваю (2):

«Пеньяроль»: 1997, 2012-13
- Чемпіон Італії (3):

«Ювентус»: 1997-98, 2001-02, 2002-03, 2004-05
- Володар Суперкубка Італії з футболу (2):

«Ювентус»: 2002, 2003
- Срібний призер Кубка Америки: 1999